# Niedzieliska (gromada w powiecie łowickim)
Niedzieliska – dawna gromada, czyli najmniejsza jednostka podziału terytorialnego Polskiej Rzeczypospolitej Ludowej w latach 1954–1972.
Gromady, z gromadzkimi radami narodowymi (GRN) jako organami władzy najniższego stopnia na wsi, funkcjonowały od reformy reorganizującej administrację wiejską przeprowadzonej jesienią 1954 do momentu ich zniesienia z dniem 1 stycznia 1973, tym samym wypierając organizację gminną w latach 1954–1972.
Gromadę Niedzieliska siedzibą GRN w Niedzieliskach utworzono – jako jedną z 8759 gromad na obszarze Polski – w powiecie łowickim w woj. łódzkim, na mocy uchwały nr 33/54 WRN w Łodzi z dnia 4 października 1954. W skład jednostki weszły obszary dotychczasowych gromad Niedzieliska, Zamiary, Tydówka i Paulinka ze zniesionej gminy Kiernozia w tymże powiecie. Dla gromady ustalono 9 członków gromadzkiej rady narodowej.
1 stycznia 1958 z gromady Niedzieliska wyłączono wsie Chmielnik i Paulinka A, kolonię Paulinka A i parcelację Paulinka B, włączając je do gromady Wszeliwy w powiecie sochaczewskim w woj. warszawskim, po czym gromadę Niedzieliska zniesiono, a jej (pozostały) obszar włączono do gromady Kiernozia w powiecie łowickim.